# Purbadana
Purbadana is een bestuurslaag in het regentschap Banyumas van de provincie Midden-Java, Indonesië. Purbadana telt 2986 inwoners (volkstelling 2010).